# 山本邦山
山本 邦山（やまもと ほうざん、1937年10月6日 - 2014年2月10日）は、滋賀県大津市出身の尺八演奏家、作曲家。元東京芸術大学教授、人間国宝。本名は山本泰正（やまもと やすまさ）。長男は尺八奏者の二代 山本邦山（二代目襲名前は山本真山）。

## 経歴
都山流尺八演奏を、父である山本鵬山に習う。のち中西蝶山門下に入る。
- 1958年、京都外国語短期大学英語科卒業。
- 1975年、芸術選奨文部大臣賞受賞。
- 1987年、文化庁芸術作品賞受賞。
- 1988年、外務省広報部製作『現代の顔 山本邦山』が映画コンクール審査委員長特別賞受賞。
- 1990年、松尾芸能賞受賞。
- 1991年、モービル音楽賞受賞。
- 1993年、東京芸術大学教授就任。
- 2002年、重要無形文化財保持者 （人間国宝）に認定される[1]。
- 2004年、紫綬褒章受章[1]。
- 2009年、旭日小綬章受章[1]。
- 2012年、日本芸術院賞・恩賜賞受賞。
- 2014年2月10日午前、東京都内の病院で死去[1]。76歳没。

## 録音作品
- ニューポートのシャープス・アンド・フラッツ（1967年） - 原信夫との共演。
- スタンダード・ボッサ（1968年） - 宮間利之との共演。
- 銀界（1970年） - 菊地雅章、ゲイリー・ピーコック、村上寛との共演。
- 日本の詩　尺八でつづる日本のメロディー（1974年） -　編曲・指揮:早川正昭、東京ヴィヴァルディ合奏団との共演。
- 竹の組曲（1975年） - 前田憲男、荒川康男、猪俣猛との共演。
- エターナル・エコー（1979年） - 佐藤允彦、富樫雅彦との共演。
- スリー・マスターズ（1980年） - 佐藤、富樫とのドイツでのライブ録音。
- 無限の譜（1980年） - 佐藤、富樫と『銀界』の続編として製作されたアルバム。
- 中島靖子の音楽（1981年） - 箏曲演奏家・中島靖子との共演。
- アフィニティ（ヘレン・メリルのアルバム、1982年） - 佐藤、井野信義、富樫と共に録音に参加。
- BREATH（1984年） - 山下洋輔、富樫との共演
- 遥かなる地より（1997年） - パリでマリンバとデュオ録音、ウィーンで世界発売。
- 石垣征山作品集　（2003年、日本伝統文化振興財団）
- 山本邦山作品集成 1 - 8（2006年、日本伝統文化振興財団）

## 作曲
- 二本の尺八による「双宴」
- 二本の尺八と打楽器・声による「韻」
- 尺八と打楽器による「輪響」
- 尺八とピアノのための「掛合と融合」
以上は『山本邦山 作品』（日本芸術文化振興会国立劇場調査養成部調査資料課監修・編集、現代の日本音楽 国立劇場委嘱作品シリーズ、春秋社、2006年、ISBN 978-4-393-90057-4）収載
- 壱越
- 信楽絵巻
- 箏・十七絃による小組曲

## 音楽担当
- 1979年：映画「悪魔が来りて笛を吹く」（東映・角川春樹事務所、監督・斎藤光正）
- 1981年：映画「魔界転生」（東映・角川春樹事務所、監督・深作欣二）
- 1985年：映画「オイディプスの刃」（角川春樹事務所、監督・成島東一郎）音楽監督。
- 1986年：テレビドラマ「はらはらと雪月花」（TBS）
- 1986年：山本富士子公演「お与津御寮人」邦楽担当。

## 著作
- 『尺八演奏論』（出版芸術社、2007年）
- 『山本邦山 〜人と竹〜』（出版芸術社、2009年4月） - 人間国宝認定後の軌跡を綴る。